# Josefina de la Torre
Pour les articles homonymes, voir Torre et La Torre.
Josefina de la Torre Millares, née le 25 septembre 1907 à Las Palmas de Grande Canarie et décédée à Madrid le 12 juillet 2002, est une poétesse, romancière, chanteuse lyrique et actrice espagnole liée à la Génération du 27 et au courant avant-gardiste de la première moitié du 20e siècle. 
Elle est l'une des grandes personnalités du mouvement féministe espagnol des Las Sinsombrero (les Sans-Chapeau).

## Milieu familial
Josefina est la fille de Bernardo de la Torre, homme d'affaires très engagé dans le développement de la ville de Las Palmas de Grande Canarie et de Francisca Millares Cubas, fille de l'historien, romancier et musicien Agustín Millares Torres. Elle a six frères et grandit dans une famille très impliquée dans les arts.
Son oncle est le baryton canarien Néstor de la Torre Comminges.

## Carrière

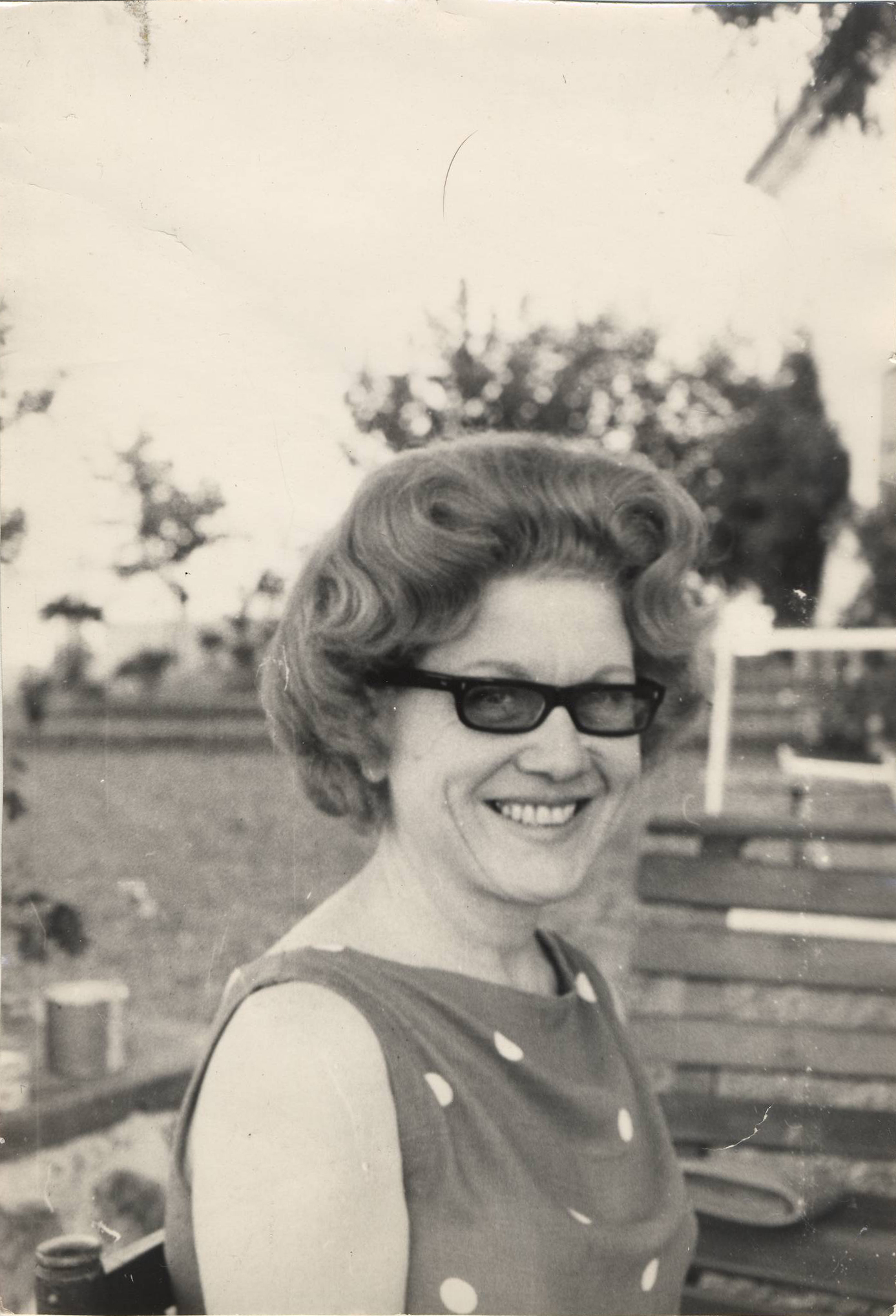
Josefina de la Torre, la « Sans-chapeau ».

Josefina commence à écrire des poèmes à l'âge de huit ans. En 1915, elle compose déjà quelques vers en hommage au poète moderniste canarien Alonso Quesada, ainsi qu'à Benito Pérez Galdós. Elle publie dans des revues dès l'âge de treize ans.
L'influence de son frère Claudio de la Torre, dramaturge et Prix National de Littérature en 1924, est importante pour son initiation à la littérature et au théâtre.
En 1927, elle crée, dans la maison familiale de Las Canteras, le Teatro Mínimo mis en scène par son frère Claudio.
Elle se rapproche de l'écrivain Pedro Salinas qui écrit la préface de son premier recueil de poèmes, Versos y estampas, qui évoque son enfance à Grande Canarie, influencée par le style de Juan Ramón Jiménez.
Elle se lie à la Génération de 27, dont font partie Federico García Lorca, Rafael Alberti, Ernestina de Champourcín et les intellectuels de la Résidence d'Étudiants de Madrid.
La poésie de Josefina de la Torre est imprégnée de leurs principes poétiques : simplicité dans la forme, lyrisme intérieur et proximité du langage populaire.
Pendant ses longs séjours à Madrid, elle perfectionne ses études de chant à l'école de Dahmen Chao, où elle termine sa formation de soprano.
En 1930, elle publie Poemas en la isla. En 1934, elle est l'unique poétesse, avec Ernestina de Champourcin, dont les œuvres sont intégrées à l'Anthologie de la poésie espagnole contemporaine de Gerardo Diego.
En 1933, elle publie Marzo incompleto, d'abord dans le revue Azor, puis dans d'autres revues (notamment Fantasía en 1947).
En 1934, elle rejoint le monde du cinéma, d'abord comme actrice de doublage de Marlene Dietrich pour la Paramount dans les Studios de Joinville, près de Paris. Elle rencontre alors Luis Buñuel.
En 1935, elle emménage à Madrid et souhaite développer pleinement sa carrière lyrique et donne un premier concert en février accompagnée au piano par Cipriano Rivas Cherif au Teatro María Guerrero.
Elle joue également dans d'autres lieux madrilènes réputés, comme le Lyceum Club ou le Teatro Monumental.
En 1936, elle offre un récital important à la Résidence d’Étudiants, durant lequel elle interprète notamment Fauré, Debussy, Esplá et Saint-Saëns.
Elle intègre également la compagnie de zarzuela du maître Pablo Sorozábal et compose ses propres partitions.
Durant la guerre d'Espagne, elle revient  vivre dans la Grande Canarie. Elle publie ses premiers romans sous le pseudonyme de Laura de Cominges (deuxième nom de son père).
Entre 1940 et 1945, elle travaille à Madrid dans le monde du cinéma ainsi qu'à la Radio Nacional de España.